# Maria Corominas i Piulats
Maria Corominas i Piulats (Solsona, 11 de març de 1961) és una Doctora en ciències de la comunicació, presidenta de la Secció de Filosofia i Ciències Socials de l'Institut d'Estudis Catalans des de gener de 2016. És llicenciada i doctora en ciències de la informació per la UAB. Va ser sotsdirectora de l'InCom-UAB (1999–2005), presidenta de la Societat Catalana de Comunicació, filial de l'IEC (2006–2009), i cap de l'Àrea d'Estudis i Recerca del Consell de l'Audiovisual de Catalunya (2007–2013).

## Biografia
Es va llicenciar en Ciències de la Informació el 1984 a la Universitat Autònoma de Barcelona i es va doctorar el 1989 amb una tesi que analitzava la relació entre política lingüística i política de mitjans de comunicació a cinc països d'Europa (Bèlgica, Suïssa, França, el Regne Unit i Espanya), especialment centrada en ràdio i televisió. Abans de doctorar-se, el 1986 ja va participar activament a l'àrea de mitjans de comunicació i noves tecnologies del II Congrés Internacional de la Llengua Catalana, celebrat a Perpinyà. Des de llavors, el seu camp de recerca ha continuat sent l'espai català de comunicació, analitzant aspectes de la llengua (especialment la llengua catalana), l'organització dels mitjans i la transformació digital dels mateixos.
Entre les seves publicacions destaquen La televisió a Catalunya (1988, amb Montse Llinés), El català als mitjans de comunicació a Catalunya (premsa, ràdio, televisió, Internet, indústries culturals) i l'Informe de la comunicació a Catalunya 2001-2002 i 2003-2004.
A nivell docent, ha sigut vicedegana de la UAB i ha dirigit durant vuit anys l'Institut de la Comunicació de la universitat. Des de març de 2007, és cap de l'Àrea d'Estudis, Recerca i Publicacions del Consell de l'Audiovisual de Catalunya, àrea que aplega la recerca pròpia, la coordinació de recerques externes i les publicacions, que inclouen la revista Quaderns del CAC. És sòcia de la Societat Catalana de Comunicació de l'IEC des de 1989, i n'és la Presidenta des de març de 2006.
Des de l'any 2008 forma part de la Secció de Filosofia i Ciències Socials de l'Institut d'Estudis Catalans.